# What Kind of Fool Am I ?
What Kind of Fool Am I ? est une chanson britannique d'Anthony Newley écrite et composée ce dernier en compagnie de Leslie Bricusse, extraite de la comédie musicale Stop the World - I Want to Get Off, et sortie en 1961. Cette version ne rentre pas dans le hit-parade, contrairement à la reprise de Sammy Davis Jr. qui est classée no 17 au Billboard Hot 100 et no 6 au Hot Adult Contemporary Tracks. Cette version vaudra ses auteurs le Grammy Award de la chanson de l'année en 1963, devenant un standard du chanteur, qui la reprendra à Broadway dans une recréation de Stop the World - I Want to Get Off en 1978.

## Récompenses
- 1963 : Grammy Award de la chanson de l'année pour Leslie Bricusse et Anthony Newley (partagé avec Sammy Davis Jr.).

## Versions

### Single de Sammy Davis Jr.
Enregistrée par, :
- Laurindo Almeida (instrumental)
- Count Basie (instrumental)
- Shirley Bassey
- Stanley Black (instrumental)
- Peter Breiner (instrumental)
- Bob Brookmeyer (instrumental)
- James Brown
- Artie Butler (instrumental)
- Jimmy Cobb (instrumental)
- Perry Como
- Ray Conniff
- Barry Crocker
- Franc d'Ambrosio
- Vic Damone
- Jason Danieley
- Bobby Darin
- Sammy Davis Jr.
- Blossom Dearie
- Arne Domnérus (instrumental)
- The Drifters
- Linda Eder
- Bill Evans (instrumental)
- Percy Faith (instrumental)
- Victor Feldman (instrumental)
- Ferrante & Teicher (instrumental)
- Eddie Fisher
- The Four Freshmen (instrumental)
- Sergio Franchi
- Connie Francis
- Marvin Gaye
- Lesley Gore
- Robert Goulet
- Vince Guaraldi (instrumental)
- Jerry Hadley
- Joe Harnell (instrumental)
- Hampton Hawes (instrumental)
- Roy Haynes (instrumental)
- Woody Herman (instrumental)
- Milt Jackson (instrumental)
- Willis Jackson (instrumental)
- Joni James
- Bert Kaempfert (instrumental)
- Anita Kerr
- André Kostelanetz (instrumental)
- Frankie Laine
- Steve Lawrence
- Brenda Lee
- Jan Lundgren (instrumental)
- Gloria Lynne
- Mantovani	(instrumental)
- Grady Martin (instrumental)
- Carmen McRae
- Ethel Merman
- Joe Mooney (instrumental)
- Buddy Morrow (instrumental)
- Oliver Nelson (instrumental)
- Peter Nero (instrumental)
- Anthony Newley
- Wayne Newton
- Emile Pandolfi (instrumental)
- Boots Randolph (instrumental)
- Howard Roberts (instrumental)
- Phil Seamen	(instrumental)
- William Shatner
- George Shearing (instrumental)
- Jack Sheldon (instrumental)
- Jimmy Smith (instrumental)
- Kate Smith
- Keely Smith
- Paul Smith
- Rick Springfield
- Jacky Terrasson (instrumental)
- Toots Thielemans (instrumental)
- The Three Sounds (instrumental)
- Jerry Vale
- Sarah Vaughan
- Dinah Washington
- Regine Velasquez
- Paul Westerberg
- Andy Williams
- Jackie Wilson
- Nancy Wilson
- Norman Wisdom